# Tommaso da Modena
Tommaso da Modena, född cirka 1325, död 1379, var en italiensk målare, son till målaren Barisino dei Barisini (död 1343).
Tommasos verk omfattar porträtt av fyrtio dominikanmunkar för kapitelhuset i San Niccolò i Treviso, målade i en ytmässig, linjär stil med intressanta karaktärsstudier, och en altartavla, Madonnan med S:t Wenzel och S:t Dalmasius, med flygeldörrar i borgen Karlstein, Böhmen (nuvarande Tjeckien), där han var verksam tillsammans med Theoderik av Prag. Han fick många efterföljare bland de mindre betydande böhmiska målarna.

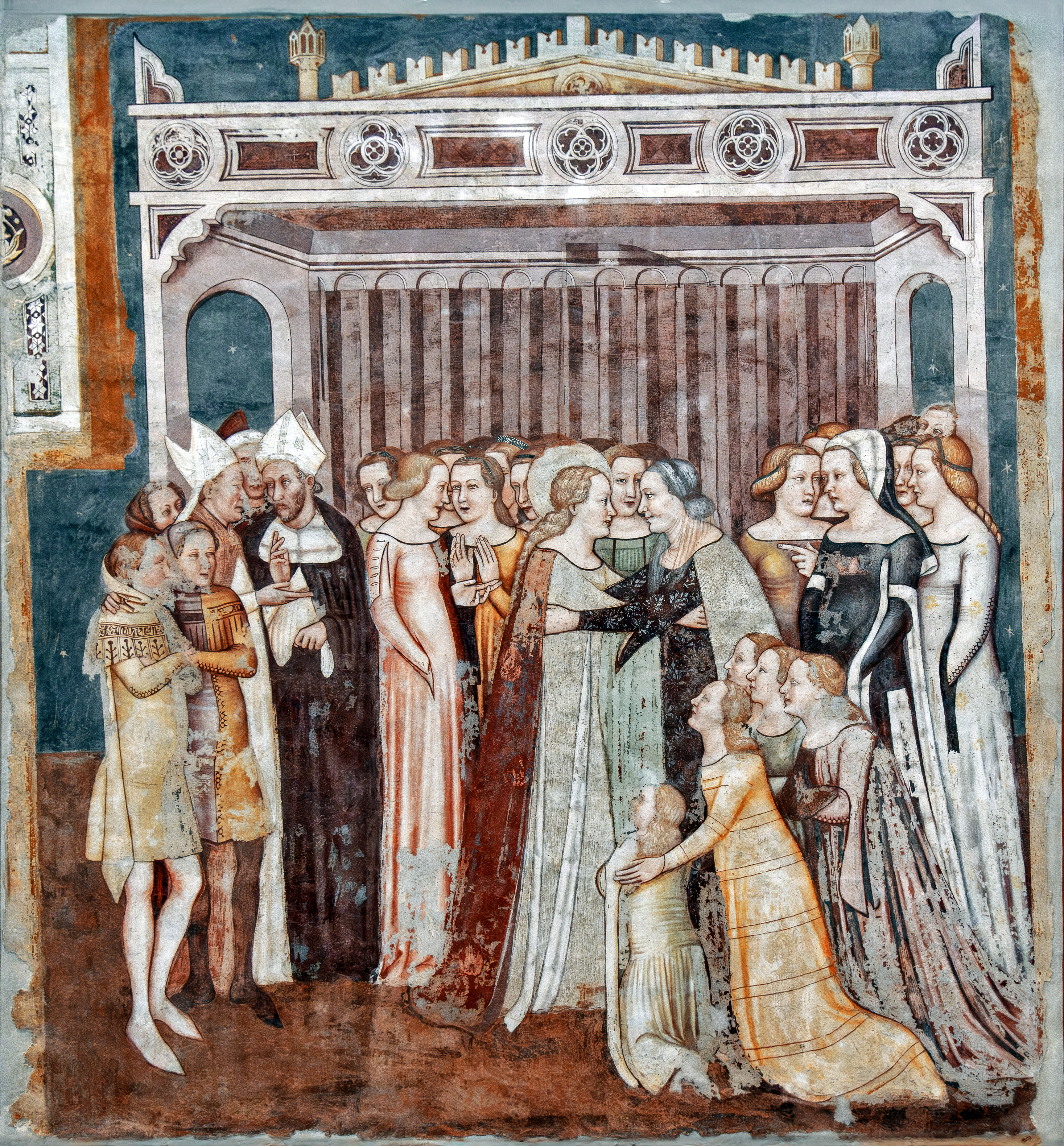
Tommaso da Modena – Sankta Ursulas avfärd (1355–1358). Fresk i Museo Civico, Treviso.